# Serrano (APD-26)
El Serrano APD-26, fue un destructor de transporte rápido de la clase Charles Lawrence construido para la Armada de los Estados Unidos en 1943 y vendido al gobierno de Chile en 1967.
En la Armada de los Estados Unidos su quilla fue puesta el 15 de octubre de 1943 como DE-670 y lanzado al agua el 19 de enero de 1944 como USS Odum; convertido en destructor de transporte rápido y reclasificado como APD-71 con fecha 27 de junio de 1944. Fue puesto en servicio el 12 de enero de 1945.

## Características
Durante ambas guerras mundiales los Estados Unidos y sus aliados se vieron enfrentados al reto de los submarinos alemanes cuya efectividad amenazó con cerrar las rutas marítimas del Atlántico poniendo en peligro el esfuerzo de la guerra en Europa. En un primer momento las naves con capacidad antisubmarina no estuvieron disponibles en número suficiente para luchar contra esa amenaza. La batalla del Atlántico fue ganada por los países aliados en forma decisiva con la llegada de los especializados destructores escolta y la formación de los Grupos de Tarea que estos realizaron con portaaviones pequeños que en los dos últimos años de la Segunda Guerra Mundial prácticamente eliminaron el peligro submarino alemán.
La evolución del diseño del destructor escolta se remonta a 1939 cuando se establecieron las características básicas de los buques que podrían ser construidos rápidamente y en grandes cantidades sin interferir la producción de maquinaria y armamento para otros tipos de naves. Durante un período de 19 meses a partir de noviembre de 1941 la Armada de los EE. UU. colocó órdenes de construcción por 1.005 destructores escolta pero en mayo de 1943 se dieron cuenta de que esa cantidad era muy superior a las necesarias debido al éxito que estaban consiguiendo en la guerra antisubmarina en el Atlántico por lo que comenzaron a cancelar pedidos. También en esa época, después de la batalla de Guadalcanal, vieron la necesidad de contar con buques para trasladar y desembarcar tropas rápidamente disponiendo la reclasificación de varios destructores escoltas en transportes rápidos de personal APD. Esta modificación consistió principalmente en cambiar los 3 montajes de 3"/50 por 1 de 5"/38, instalarle cuatro barcazas de desembarco y proporcionarle habitabilidad para 12 oficiales y 150 hombres de tropa con su equipo.
Odum fue lanzado al agua el 19 de enero de 1944 como destructor escolta DE-670 de la clase Buckley en el astillero Consolidated Steel Corporation de Orange, Texas. El buque fue convertido en un destructor de transporte rápido de la clase Charles Lawrence y reclasificado como APD-71 con fecha 27 de junio de 1944 y puesto en servicio activo el 12 de enero de 1945.
Su desplazamiento a plena carga era 1422 toneladas, eslora de 93 metros, manga de 11,23 metros y calado de 3,85 metros. Desarrollaba una velocidad máxima de 23 nudos. Su armamento consistía en 1 montaje simple de 5"/38 doble propósito, 6 ametralladoras de 40 mm, 6 ametralladoras de 20 mm y 2 rieles deslizadores para bombas de profundidad. Su dotación era de 201 hombres.

## Servicio en la US Navy

### Durante la Segunda Guerra Mundial
1945
Después de un entrenamiento en Bermudas continuó vía canal de Panamá a San Diego, California desde donde zarpó el 16 de mayo de 1945 hacia Hawái. Allí completo su entrenamiento anfibio, embarcó elementos para demoliciones submarinas y zarpó hacia el oeste, entregando la carga en Guam y continuando hacia Ulithi. Escoltó al transporte SS Kote Baroe hasta Leyte donde arribó el 29 de junio. Desde Leyte tareas de escolta lo llevaron nuevamente a Ulithi y luego a Hollandia en Nueva Guinea y de regreso a Leyte. A mediados de agosto se unió a la FT 33 y el 31 de agosto zarpó escoltando los transportes con tropas de ocupación a Japón donde llegó en septiembre, zarpó el 12 escoltando transporte que trasladaban antiguos prisioneros de guerra aliados a las Filipinas.

### Período posguerra mundial
1946-1966
Odum permaneció en el Lejano Oriente cooperando con la ocupación de Japón hasta fines de noviembre de 1945, fecha en que zarpó de regreso a los Estados Unidos. Fue asignado a la Flota del Atlántico y operó a la altura de Cuba y Puerto Rico hasta que el 26 de julio de 1946 entró al astillero naval de Charleston, S.C., para desactivarlo y luego con fecha 15 de noviembre del mismo año fue trasladado a Green Cove Springs, Fla. donde fue puesto fuera de servicio. Más adelante fue transferido al Grupo Texas permaneciendo en la Flota de Reserva del Atlántico hasta que fue vendido al gobierno de Chile bajo los términos del Pacto de Ayuda Militar, saliendo de la lista naval con fecha 1 de diciembre de 1966.

## Servicio en la Armada de Chile
1967-1992
Llegó a Chile el 23 de mayo de 1967 totalmente reacondicionado. Con fecha 27 de junio de 1984 fue transformado en pontón (YON - 147). Dado de baja el 27 de septiembre de 1991. Se autorizó su enajenación, que fue adjudicada a la compañía inglesa Incom Shiptrade Ltd., según contrato de compraventa de 2 de octubre de 1992.